# 비탈리 콘스탄티노프
비탈리 빅토로비치 콘스탄티노프(러시아어: Вита́лий Викторо́вич Константи́нов, 1949년 3월 28일~)는 소련과 러시아의 레슬링 선수, 코치이다. 1976년 하계 올림픽 그레코로만형 플라이급에서 금메달을 획득했고 세계 선수권 대회에서 1회 우승했다.